# Mer d'Irlande
La mer d'Irlande (en anglais : Irish Sea ; en irlandais : Muir Éireann ; en mannois : Y Keayn Yernagh ; en gallois : Môr Iwerddon ; en gaélique écossais : Muir Èireann ; en scots : Erse Sea ; en scots d'Ulster : Airish Sea) est un bras de mer de l'archipel des îles Britanniques séparant les îles d'Irlande à l'ouest et de Grande-Bretagne à l'est. S'étendant sur 46 007 km2, elle communique avec les mers intérieures de la côte ouest de l'Écosse par le canal du Nord au nord-ouest et avec la mer Celtique par le canal Saint-Georges au sud, ces mers étant des mers bordières de l'océan Atlantique. Elle borde l'Irlande à l'ouest ainsi que les quatre nations constitutives du Royaume-Uni : l'Irlande du Nord au nord-ouest, l'Écosse au nord-est, l'Angleterre et le pays de Galles à l'est. Par ailleurs, l'île de Man, dépendance de la Couronne britannique, est située en mer d'Irlande, ainsi que l'île d'Anglesey, rattachée au pays de Galles et plus grande île de la mer d'Irlande.

## Localisation
La mer d'Irlande communique avec les mers intérieures de la côte ouest de l'Écosse au nord et avec la mer Celtique au sud : au nord, la transition est appelée canal du Nord, un bras de mer appartenant aux mers intérieures de la côte ouest de l'Écosse et situé entre l’Écosse et l’Irlande du Nord ; au sud, le nom de « canal Saint-Georges » est utilisé pour désigner le passage situé entre l’Irlande, les côtes septentrionales du Pembrokeshire et la mer Celtique. Ce canal est compris dans les eaux de la mer d'Irlande. Elle se divise en une mer (profondeur variant de 80 m à 275 m au droit de la fosse de Beaufort), s'étirant dans la moitié ouest sur 300 km du nord au sud et une largeur de 30-50 km, et des baies moins profondes à l'est.
La baie de Cardigan au sud et le bras de mer à l’est de l’Île de Man font moins de 50 m de profondeur. Elle représente à elle seule un volume d'eau de 2 430 km3 et recouvre une superficie de 47 000 km2, dont 80 % à l’ouest de l’Île de Man. Les plus grands bancs de sable sont ceux de Bahama et de King William à l'est et au nord de l'île de Man, ainsi que ceux de Kish Bank, de Codling, d'Arklow et de la Blackwater au large des côtes d'Irlande. La mer d'Irlande atteint 200 km dans sa plus grande largeur et se rétrécit par endroits à 75 km.
L’Organisation Hydrographique Internationale définit les limites de la mer d'Irlande (y compris le canal Saint-Georges) de la façon suivante :
- Au nord. la limite méridionale des mers intérieures de la côte ouest de l'Écosse, loxodromie tendue entre l’extrémité sud du Mull de Galloway (54°38'N) en Écosse et Ballyquintin Point (54°20'N) en Irlande.

- Au sud. une ligne entre le cap de St David's au pays de Galles (51° 54′ N, 5° 19′ O) et le cap de Carnsore en Irlande (52° 10′ N, 6° 22′ O)[3].

La mer d'Irlande a connu une succession de bouleversements lorsqu'il y a 20 000 ans la dernière période glaciaire s'est achevée : au plus fort de la glaciation, le centre de l'actuelle mer était probablement un immense lac d'eau douce ; au retrait des glaciers il y a 10 000 ans, ce lac s'est épanché dans la mer.

## Faune et flore
Les principaux sites naturels de la mer d'Irlande, et les plus accessibles, sont ses estuaires : notamment les estuaires de la Dee, de la Mersey et du Ribble, la baie de Morecambe, le golfe de Solway, le Loch Ryan, le Firth of Clyde, Belfast Lough, Strangford Lough, Carlingford Lough, la baie de Dundalk, la baie de Dublin et Wexford Harbour ; mais beaucoup d'espèces naturelles ne vivent que sur les falaises, les prés salés, les dunes de sable du littoral, le fond marin et la mer elle-même.
Nous ne disposons que de renseignements parcellaires sur les invertébrés des fonds de la mer d'Irlande étant donné leur étendue et la mauvaise visibilité : c'est donc au contenu des filets de pêche qu'on est renseigné à leur sujet. Toutefois, la faune benthique se répartit suivant le relief du fond marin : rochers, cailloux, graves, sable, boue ou tourbe. On a dénombré à ce jour sept communautés dans les sédiments, dominées à des degrés divers par les étoiles de mer, les oursins, les vers marins, les moules, les tellines, les lavignons et les escargots de mer.
Certains fonds marins abritent une faune très riche : ainsi le sud-ouest de l'Île de Man, ainsi que les lits de modiolus modiolus de Strangford Lough. Dans les fonds à graviers, on trouve plutôt des coquilles Saint-Jacques et des vanneaux. Dans les estuaires, où les fonds sont plus sableux ou boueux, on trouve moins d'espèces, mais les populations sont plus nombreuses. La crevette grise, les coques et les moules assurent l'activité des pêcheries de la Baie de Morecambe, de l'estuaire de la Dee. Les estuaires sont de véritables viviers pour les soles, les harengs et le bar. Les fonds vaseux, plus profonds, abritent des populations de langoustine.

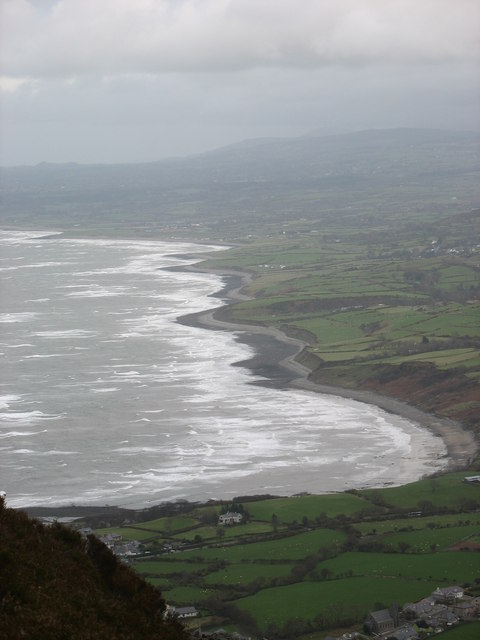
La baie de Caernarfon, au pays de Galles.

La haute mer est un habitat complexe, stratifié verticalement et soumis aux courants, mais aussi aux saisons et à la marée. Par exemple, partout où l'eau douce des estuaires se déverse dans la mer d'Irlande, son influence s'étend loin au large jusqu'à ce que sa densité, inférieure à celle de l'eau de mer, l'expose aux vents qui augmentent graduellement sa salinité. De même, l'eau plus chaude est moins dense et l'eau de mer des estrans surnage. La profondeur de pénétration de la lumière dépend de la turbidité : cela crée une stratification des populations de plancton ce qui conditionne la répartition des communautés d'animaux se nourrissant de ce planctons. Toutefois, les tempêtes perturbent cette répartition, qui ne se fige derechef que par temps calme.
Le plancton est un mélange de bactéries, de micro-végétaux (phytoplancton) et d'animaux (zooplancton) qui dérivent en mer. La plupart de ces entités sont microscopiques, mais on y trouve aussi certaines espèces de méduses et de groseilles de mer, de taille bien supérieure.
Les Diatomées et les dinoflagellées dominent le phytoplancton. Malgré leur taille microscopique, elles ont une coquille dure et les dinoflagellées sont dotées d'une petite queue avec laquelle elles se propulsent dans l'eau. Les populations de phytoplancton de la mer d'Irlande explosent aux mois d'avril et mai, lorsque l'eau devient très verte.
Les crustacés, surtout les copépodes, dominent à l'intérieur du zooplancton, mais une bonne partie des juvéniles de la faune marine est charriée par le zooplancton, et cette « soupe » a une importance vitale, directement ou indirectement, pour l'alimentation de nombreuses espèces de la mer d'Irlande, y compris les plus grands animaux : le Requin pèlerin, par exemple, ne se nourrit que de plancton et la Tortue luth, de méduses.
La mer d'Irlande abrite une multitude d’espèces d’invertébrés : cela va des vers parapodes à soies aux seiches caméléon en passant par les crabes prédateurs. Parmi les variétés les plus intéressantes, il y a lieu de signaler celles qui contribuent à reconstituer le corail comme les bivalves se développant dans les darses (moules de Strangford Lough ou l'hermelle de la Baie de Morecambe), que l'on retrouve le long des côtes de Cumbria et du Lancashire. Ces colonies forment, année après année, de grands édifices sous-marins qui servent ensuite de point d'appui ou de nid, temporaire ou permanent, pour d'autres espèces animales ou végétales.
On retrouve régulièrement des tortues luth échouées le long des côtes de la mer d'Irlande : cette espèce migre chaque année par le nord au large des Îles Britanniques, en suivant les colonies de méduses dont elle se nourrit. Lorsque l'on retrouve en mer d'Irlande des saouannes, des tortues bâtarde ou des tortues vertes, elles sont très malades ou déjà mortes : c'est que le courant les a détournées de leur milieu naturel, plus au sud, dans les eaux froides,.
Les estuaires de la mer d'Irlande sont des zones de nourritures vitales pour les routes migratoires des limicoles partageant leur année entre l'Arctique et l'Afrique. D'autres y recherchent un climat plus doux lorsque l'Europe continentale est en proie à l'hiver.
On dénombre vingt-et une espèces d’oiseaux de mer qui nichent régulièrement sur les plages ou les falaises de la mer d'Irlande. D'énormes populations de canards marins et de macreuses passent l'hiver en se nourrissant dans les eaux de surface du large des côtes orientales de l'Irlande, Lancashire et le Nord du Pays de Galles.
Les cétacés fréquentent tous la mer d'Irlande, mais on ignore leur effectif exact. On en a dénombré une douzaine d’espèces depuis 1980, mais seules trois d'entre elles sont fréquemment contactées : le Marsouin commun, le Tursiops et le Dauphin commun. On voit plus rarement la baleine de Minke, le Rorqual commun ou boréal, la baleine à bosse, les baleines franches aujourd'hui considérés comme presque disparues de l’est de l'Atlantique Nord, le Grand cachalot, la baleine à bec, le globicéphale noir, les orques, le Dauphin à nez blanc, le Dauphin bleu et blanc et le Dauphin de Risso. Un projet a été formulé en 2005, pour réintroduire la Baleine grise en mer d'Irlande en transportant par avion 50 individus depuis l'Océan Pacifique.
Phoques communs et phoques gris sont autochtones en mer d'Irlande. Les phoques se reproduisent à Strangford Lough, les phoques gris au sud-ouest du pays de Galles et, en moins grand nombre, sur l’Île de Man. Ces phoques gris fréquentent aussi les parages de l'île d'Hilbre et de Walney, les côtes du Merseyside, la péninsule de Wirral, St Annes, Barrow-in-Furness et les côtes de Cumbria.

## Ports sur la mer d'Irlande
- Barrow-in-Furness ( Angleterre)
- Birkenhead ( Angleterre)
- Douglas ( Île de Man)
- Drogheda ( Irlande)
- Dublin ( Irlande)
- Dún Laoghaire ( Irlande)
- Ellesmere Port ( Angleterre)
- Fishguard ( Pays de Galles)
- Fleetwood ( Angleterre)
- Heysham ( Angleterre)
- Holyhead ( Pays de Galles)
- Liverpool ( Angleterre)
- Rosslare ( Irlande)

## Îles
- On énumère ici uniquement les îles de la Mer d'Irlande d'au moins 1 km2 de superficie, ou habitées en permanence.
- On distingue les îles d'Anglesey et de Holy.

| Nom             | Superficie (km²) | Rang (taille) | Population permanente | Rang (pop.) | Entité administrative |
| --------------- | ---------------- | ------------- | --------------------- | ----------- | --------------------- |
| Anglesey        | 675              | 01            | 56 092                | 02          | Pays de Galles        |
| Île de Man      | 572              | 02            | 84 497                | 01          | Île de Man            |
| Île Holy        | 39               | 03            | 13 579                | 03          | Pays de Galles        |
| Walney Island   | 13               | 04            | 11 388                | 04          | Angleterre            |
| Île Lambay      | 5.54             | 05            | <10                   | 08          | Irlande               |
| Bull Island     | 3                | 06            | <20                   | 07          | Irlande               |
| Île de Ramsey   | 2.58             | 07            | 0                     | -           | Pays de Galles        |
| Bardsey Island  | 1.79             | 09            | <5                    | 10          | Pays de Galles        |
| Calf of Man     | 2.50             | 08            | 0                     | -           | Île de Man            |
| Île de Barrow   | inconnu          | -             | 2 616                 | 05          | Angleterre            |
| Roa (île)       | inconnu          | -             | 100                   | 06          | Angleterre            |
| Ynys Gaint      | inconnu          | -             | <10                   | 08          | Pays de Galles        |
| île de Piel     | 0.20             | -             | <5                    | 10          | Angleterre            |
| Ynys Castell    | inconnu          | -             | <5                    | 10          | Pays de Galles        |
| Ynys Gored Goch | 0.004            | -             | <5                    | 10          | Pays de Galles        |

## Projets de franchissement
Les pourparlers pour relier la Grande-Bretagne à l’Irlande remontent à 1895, où un budget de 15 000 £ avait été voté pour réaliser des sondages le long du Canal du Nord en vue d'un tunnel entre l’Irlande et l’Écosse. Soixante ans plus tard, Harford Montgomery-Hyde, député unioniste de Belfast-Nord, relança une campagne en faveur de ce tunnel. Les projets de tunnel sont régulièrement examinés par le parlement d'Irlande,, et de même, l'idée d'une liaison par pont ou tunnel de 34 km refait périodiquement surface dans les médias britanniques. Plusieurs projets existent, dont l'un entre Dublin et le cap de Holyhead, proposé en 1997 par le bureau d'études Symonds. Avec une longueur de 80 km, ce serait de loin le plus long tunnel du monde, et son coût prévisionnel avoisinait en 2007 les 20 milliards de sterlings.

## Radioactivité
L'organisation Greenpeace décrivait en février 2014 la mer d'Irlande comme la mer la plus contaminée au monde, avec quelque « huit millions de litres de déchets nucléaires » déversés chaque jour par les rejets de la centrale de retraitement de Sellafield. La centrale de Sellafield a en effet déversé ses rejets en mer d'Irlande dès 1952, avec une intensification entre le milieu et la fin des années 1960, et un pic vers le milieu des années 1970 : c'est ainsi que les rejets de plutonium (et précisément du 241Pu) ont atteint un pic en 1973 avec 2 755 TBq pour retomber à 8,1 TBq en 2004. L'amélioration du retraitement des déchets à partir de 1985 a réduit la quantité de rejets radioactifs, bien que le processus ait accru le rejet de nouveaux radionucléides : ce sont en particulier les rejets de technétium, passés de 6,1 TBq en 1993 à 192 TBq en 1995, avant de retomber à 14 TBq,. Au total 22 PBq de 241Pu auront été rejetés au cours de la période allant de 1952 à 1998. Les taux de rejets de nombreux radionucléides sont aujourd'hui au moins 100 fois inférieurs à ceux des années 1970.
L’analyse, de la diffusion des contaminants radioactifs montre que les courants marins dispersent vers le nord une grande part des éléments radioactifs les plus solubles (le césium notamment) hors de la mer d'Irlande au bout d'une année. Les mesures de teneur en technétium après 1994 déterminent un temps de transit vers la mer du Nord, d'environ six mois avec des pics de concentration au large du Nord-est des côtes d'Irlande 18 à 24 mois après rejet. Toutefois, les éléments moins solubles comme le plutonium stagnent plus longtemps, et si les concentrations ont baissé depuis la réduction des rejets, elles restent plus élevées dans l'est de la mer d'Irlande que dans la moitié ouest. La dispersion de ces éléments est étroitement liée à l'activité chimique des sédiments : les dépôts boueux du fond marin piègent effectivement une partie des radionucléides, à raison de 200 kg de plutonium. Les concentrations les plus élevées en mer d'Irlande orientale se situent dans les bancs sédimentaires parallèles aux côtes de Cumbria, et cette zone est un foyer de contamination car les radionucléides s'y recombinent. Diverses études ont montré que 80 % de la contamination au césium des eaux de mer provient des dépôts sédimentaires, et la teneur en plutonium des dépôts sédimentaires entre l’Île de Man et les côtes d’Irlande ne baisse pas à cause de la contamination secondaire provenant des dépôts sédimentaires orientaux.
La consommation de poisson pêché en mer d’Irlande est la principale source d'exposition des hommes à la radioactivité. Un rapport de suivi environnemental de l’Institut de Protection Radiologique d'Irlande (RPII) portant sur la période 2003 à 2005 montre qu'en 2005 la contamination radioactive était inférieure à 1 Bq/kg pour les poissons et de moins de 44 Bq/kg pour les moules. Les doses de radioactivité artificielle reçues par les plus gros consommateurs de poisson d'Irlande en 2005 étaient de 1,10 µSv. Il faut comparer ce chiffre avec la radioactivité naturelle affectant les poissons consommés par cette population : 148 µSv, et avec la dose radioactive moyenne en Irlande : 3 620 µSv. Ainsi le risque de surmortalité par cancer dû à la consommation de poisson est de 1 sur 18 millions, et le risque de contracter un cancer en Irlande est de 1 sur 522. Au Royaume-Uni, les plus gros consommateurs de poisson de Cumbria auraient reçu en 2005 une dose de 220 µSv attribuable aux rejets de Sellafield. Ce chiffre peut être comparé à la dose annuelle de radiations naturelles reçues au Royaume-Uni : 2 230 µSv.

## Énergie éolienne

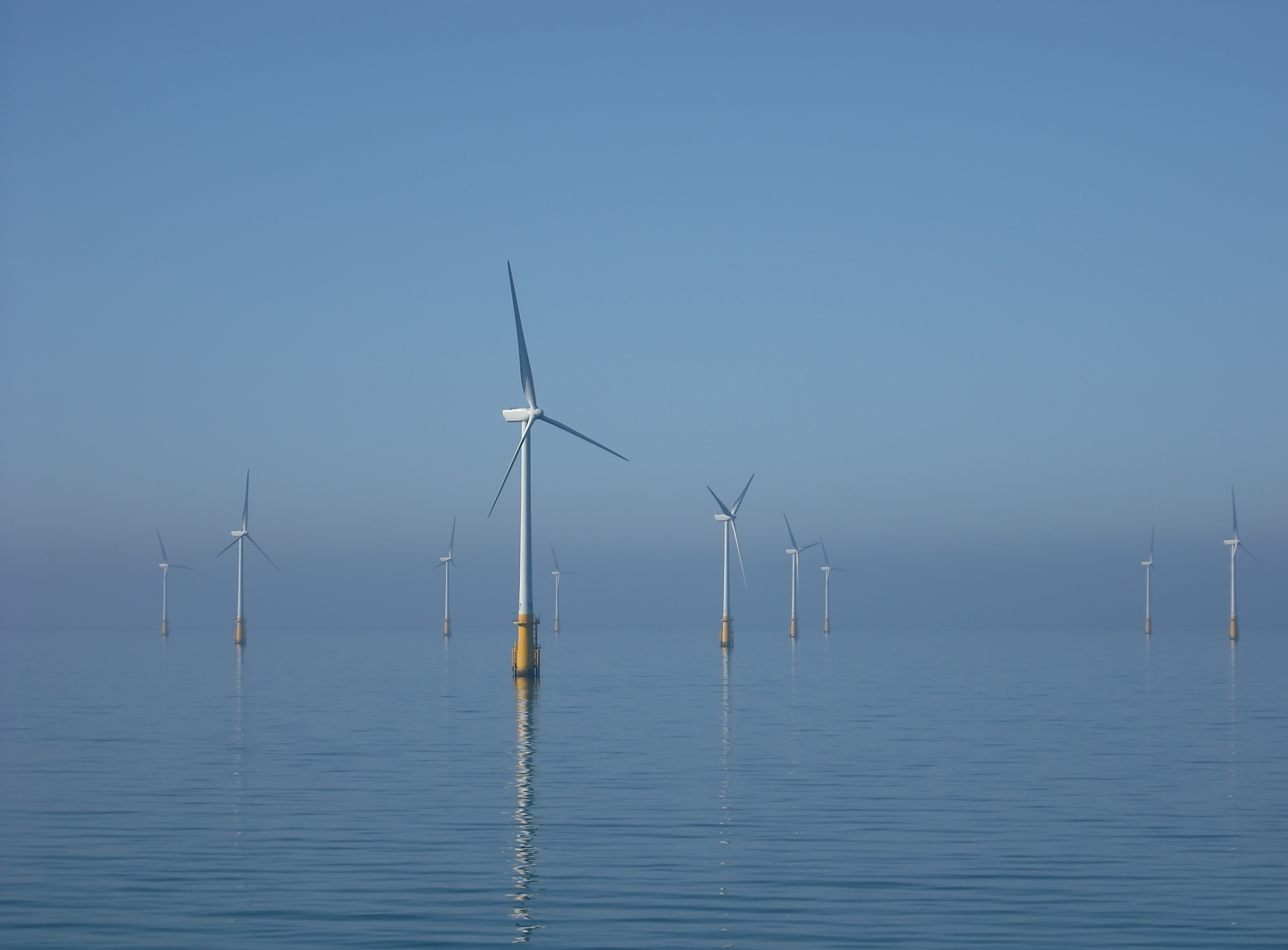
Le parc éolien offshore de Barrow, au large de l’Île Walney.

Un parc éolien offshore a été aménagé sur le banc d'Arklow (Arklow Bank Wind Park), à 10 km au large des côtes du Comté de Wicklow, dans le sud de la mer d'Irlande. Il est équipé de sept éoliennes General Electric de 3,6 MW, avec chacune un rotor de 104 m de diamètre : il s'agit là de la première application commerciale d'éoliennes de plus de 3 MW. L'exploitant, Airtricity, envisage d'implanter à terme une centaine d'éoliennes sur ce site.
Parmi les autres parcs éoliens de mer d'Irlande, citons :
- Le site de North Hoyle à 8 km au large de la côte entre Rhyl et Prestatyn dans le nord du Pays de Galles, est équipé de trente turbines de 2 MW[34] gérées par NPower Renewables
- Le site de Burbo Bank se trouve à 10 km au nord de la péninsule de Wirral
- Le site de Robin Rigg se trouve dans Solway Firth
- Trente éoliennes de 90 m et de 3 MW ont été implantées à 7 km au large des côtes de l’Île Walney[35].
- D'autres éoliennes sont en construction au large de Clogherhead (Oriel Wind Farm[36])